# Live à Bercy (album de Mylène Farmer)
Pour les articles homonymes, voir Live à Bercy.
Albums de Mylène Farmer
Anamorphosée
(1995) Innamoramento
(1999)
Singles
1. La poupée qui fait non (Live) (avec Khaled)
Sortie : 29 avril 1997
2. Ainsi soit je (Live)
Sortie : 20 août 1997

Live à Bercy est le deuxième album Live de Mylène Farmer, paru le 21 mai 1997 chez Polydor.
Composé de 20 titres, ce double album retrace le spectacle de la deuxième tournée de la chanteuse, qui s'est déroulée en 1996 et comprenait une vingtaine de dates. Soutenant l'album Anamorphosée, celle-ci présentait un véritable « show à l'américaine » rock et lumineux.
Enregistré lors des concerts du 30 mai, 1er juin et 12 décembre 1996 au Palais omnisports de Paris-Bercy, l'album Live à Bercy rencontre un énorme succès : certifié triple disque de platine en France, mais aussi disque d'or en Belgique et en Suisse, il détient le record de l'album Live le plus vendu par une chanteuse française, avec près d'un million d'exemplaires écoulés.

La vidéo du spectacle remporte également un vif succès, avec plus de 300 000 ventes.

## Histoire

### Genèse
Après l'échec du film Giorgino en 1994, réalisé par Laurent Boutonnat et dans lequel elle joue, Mylène Farmer part à Los Angeles pendant neuf mois en compagnie de Jeff Dahlgren, héros de Giorgino et guitariste rock.
Elle y enregistre l'album Anamorphosée, un disque beaucoup plus rock mais aussi plus lumineux que les précédents, la chanteuse s'inspirant notamment du Livre tibétain de la vie et de la mort de Sogyal Rinpoché.
Sorti le 17 octobre 1995, l'album Anamorphosée s'écoulera à plus d'un million d'exemplaires, grâce aux tubes XXL, L'instant X, California, Comme j'ai mal et Rêver.
Mylène Farmer entame sa deuxième tournée en mai 1996 (sept ans après le Tour 89), proposant un « show à l'américaine » rock et lumineux, à l'image de l'album, avec écran géant et effets pyrotechniques.
Après une interruption le 15 juin 1996 (la chanteuse faisant une grave chute lors d'un concert à la Halle Tony-Garnier de Lyon), la tournée reprend en novembre 1996.

Au total, la tournée a rassemblé près de 200 000 spectateurs sur une vingtaine de dates, dont trois soirs à Bercy.

### Sortie
Enregistré lors des concerts du 30 mai, 1er juin et 12 décembre 1996 au Palais omnisports de Paris-Bercy, l'album et la vidéo Live à Bercy paraissent le 21 mai 1997, avec en guise de premier extrait une reprise de La poupée qui fait non en duo avec Khaled.
Un second extrait, Ainsi soit je (Live), paraît durant l'été. Certaines radios diffuseront également les versions Live de Désenchantée et Que mon cœur lâche.
Certifié triple disque de platine en France, mais aussi disque d'or en Belgique et en Suisse, l'album reste classé pendant plus de quatre mois dans le Top 10 des meilleures ventes. Il détient le record de l'album Live le plus vendu par une chanteuse française, avec près d'un million d'exemplaires écoulés.
La vidéo du spectacle connaît également un large succès : certifiée vidéo de diamant, la VHS dépasse les 150 000 ventes en quelques mois.

En 2000, le concert est réédité en DVD et reçoit à son tour un DVD de diamant. Au total, le film du spectacle a dépassé les 300 000 ventes.

## Pochette
La pochette de l'album, qui présente des effets hologrammés à paillettes, montre une photo de Mylène Farmer accroupie, durant son interprétation d'Alice en concert. La photo est signée par Claude Gassian.

## Liste des titres

### Double CD et 33 tours
L'intégralité du spectacle est disponible sur le double CD, ainsi que sur le triple 33 tours qui a été réédité en 2020.
| 1.  | Ouverture            |                   | Laurent Boutonnat    | 4:45 |
| 2.  | Vertige              | Mylène Farmer     | Laurent Boutonnat    | 6:20 |
| 3.  | California           | Mylène Farmer     | Laurent Boutonnat    | 7:30 |
| 4.  | Que mon cœur lâche   | Mylène Farmer     | Laurent Boutonnat    | 4:35 |
| 5.  | Et tournoie...       | Mylène Farmer     | Laurent Boutonnat    | 4:30 |
| 6.  | Je t'aime mélancolie | Mylène Farmer     | Laurent Boutonnat    | 5:20 |
| 7.  | L'autre              | Mylène Farmer     | Laurent Boutonnat    | 5:50 |
| 8.  | Libertine            | Laurent Boutonnat | Jean-Claude Dequéant | 5:40 |
| 9.  | L'instant X          | Mylène Farmer     | Laurent Boutonnat    | 9:36 |
| 10. | Alice                | Mylène Farmer     | Laurent Boutonnat    | 5:25 |

| 1.  | Comme j'ai mal                              | Mylène Farmer | Laurent Boutonnat | 4:35 |
| 2.  | Sans contrefaçon                            | Mylène Farmer | Laurent Boutonnat | 4:20 |
| 3.  | Mylène s'en fout                            | Mylène Farmer | Laurent Boutonnat | 4:45 |
| 4.  | Désenchantée                                | Mylène Farmer | Laurent Boutonnat | 8:15 |
| 5.  | Rêver                                       | Mylène Farmer | Laurent Boutonnat | 8:00 |
| 6.  | Laisse le vent emporter tout                | Mylène Farmer | Laurent Boutonnat | 6:25 |
| 7.  | Tomber 7 fois...                            | Mylène Farmer | Mylène Farmer     | 6:00 |
| 8.  | Ainsi soit je                               | Mylène Farmer | Laurent Boutonnat | 5:00 |
| 9.  | La poupée qui fait non (en duo avec Khaled) | Frank Gérald  | Michel Polnareff  | 4:30 |
| 10. | XXL                                         | Mylène Farmer | Laurent Boutonnat | 7:00 |

### Cassette
Certaines chansons présentes sur la cassette audio proposent des versions moins longues que sur le CD.
Et tournoie... et Tomber 7 fois... ont été écartées, faute de place. 

### Vidéo
Le concert a été édité en VHS et LaserDisc à sa sortie en 1997, avant d'être réédité en DVD en 2000.

## Description de l'album et de la vidéo

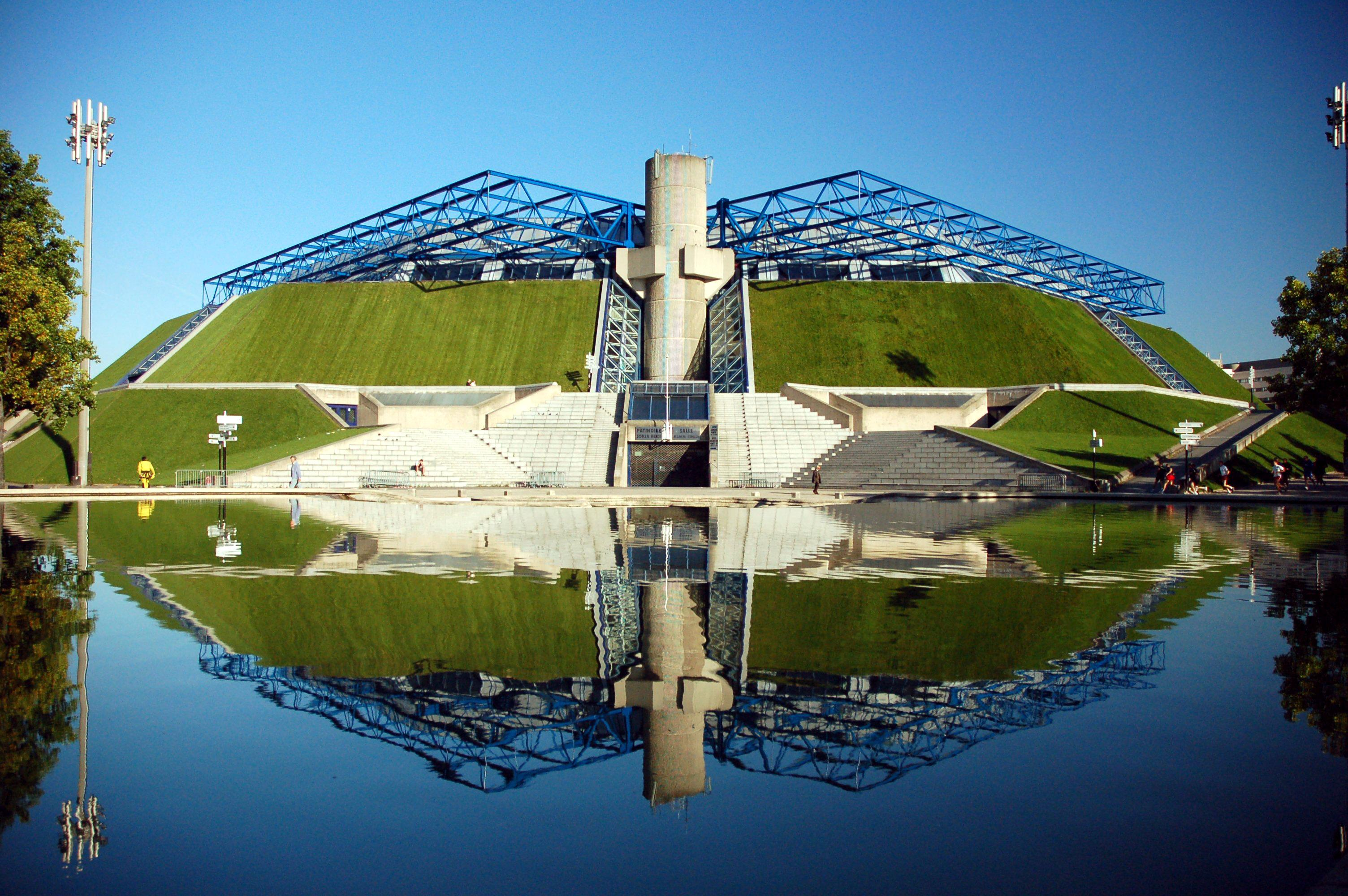
Le Palais omnisports de Paris-Bercy.

Composé de 20 titres, ce double album retrace la deuxième tournée de Mylène Farmer. Enregistré lors des concerts du 31 mai, 1er juin et 12 décembre 1996 au Palais omnisports de Paris-Bercy, il comprend :
- un titre instrumental, Ouverture, servant d'introduction ;
- onze titres issus de l'album Anamorphosée : les cinq singles (XXL, L'instant X, California, Comme j'ai mal et Rêver), mais également Vertige, Mylène s'en fout, Et tournoie..., Alice, Tomber 7 fois... et Laisse le vent emporter tout ;
- d'anciens titres, sortis en single (Libertine, Sans contrefaçon, Ainsi soit je, Désenchantée, Je t'aime mélancolie, Que mon cœur lâche) ou non (L'autre) ;
- une reprise de Michel Polnareff, La poupée qui fait non, en duo avec Khaled.

Plusieurs chansons sont revisitées, à l'instar de Libertine dans une version plus rock, California qui débute par le Wandering Mix (présent sur le Maxi CD du single), ou encore Ainsi soit je et Rêver interprétées en piano-voix.

Le titre La poupée qui fait non n’a été chanté qu’à Genève et Paris Bercy lors des concerts des 10 et 12 décembre. 
Le film du spectacle, réalisé par Laurent Boutonnat et François Hanss, incorpore un générique de fin au son du UK Remix de XXL, signé par Richard Dekkard.

## Accueil critique
- « Lâchant riffs de guitares hystériques, batteries lourdes et accords déliés de synthétiseur sur ses classiques revisités, la diaphane Mylène parvient à les vernir d'une couleur originale : moins d'artifices de studio, plus de rock et d'authenticité. » (Vogue)[17]
- « Ceux qui croient encore que Mylène Farmer n'est que l'artisane d'une variété de luxe vont devoir ravaler leurs préjugés. Ce double album enregistré à Bercy est une véritable tuerie ! Un sommet dans l'alchimie de la mélodie et de la puissance triviale. [...] California, Que mon cœur lâche, L'instant X et autres XXL sont ici délivrés avec un sens du spectacle renversant, reléguant les versions studio au rang de gentilles ritournelles. Le groupe qui entoure cette diaphane fée des temps modernes est imparable. Et que dire de l'émotion non dissimulée qui émane de Rêver ou de la version hallucinante de Libertine, véritable bombe heavy qui laissera n'importe quel métalleux sur le séant. Mylène, ton Live à Bercy est vraiment impressionnant. » (Rock Style)[18]
- « De Libertine, hymne susurré sur fond de guitares métalloïdes, à Que mon cœur lâche repris comme un seul homme par la foule, Mylène Farmer, soutenue ici par une armada de musiciens et de danseurs, tient son public dans le creux de sa main. Les cris hystériques saluent ses différentes apparitions et les tubes s'enchaînent, mélodies sucrées exécutées en grande pompe sur une mise en scène réglée au cordeau. » (Virgin Mégapresse)[19]
- « Ce concert est une prouesse technologique : un grand bain de sons et lumières. Un souvenir à conserver. » (France-Soir)[20]
- « Deux heures d'une performance remarquable servie par un LaserDisc sans fausse note. Images redoutablement belles, son maousse avec une profondeur de graves jubilatoire, sans contrefaçon, voici du cousu main pour les fans de la Gentlewoman Farmer, ici portée aux nues par ses disciples en extase. » (Vidéo 7)[21]
- « Ce double CD restitue bien l'ambiance du show. La pochette cartonnée argentée, kitsch et moderne à la fois, est une pure merveille. Si cet album comporte une vingtaine de chansons, les fans regretteront toutefois un peu la qualité de l'enregistrement. » (Le Parisien)[22]
- « On connaît l'attrait de Laurent Boutonnat et Mylène Farmer pour les images léchées et le LaserDisc. Ce concert est un petit chef d’œuvre de réalisation artistique et technique. Les couleurs sont contrastées, la définition est superbe et le son vous colle à votre siège. » (Home Ciné Vidéo)[23]
- « Un superbe double CD enregistré en public. » (Ciné Télé Revue)[24]
- « Ce Live offre quelques moments forts, intenses tant par le son que par la présence du public, comme Désenchantée et XXL. » (7 Extra)[25]
- « Dans ce concert délirant et multicolore, Mylène a opté pour la joie, la lumière et l'exubérance avant toute chose, laissant derrière elle costumes d'époque et ambiances baroques au profit d'un show sexy et moderne. Le Live à Bercy est une suite de tableaux enchanteurs. » (Star Hits)[26]

## Singles
Deux chansons sont sorties en single : La poupée qui fait non (Live), en duo avec Khaled, et Ainsi soit je (Live).
La radio NRJ diffusera également très souvent la version Live de Désenchantée, tandis qu'Europe 2 diffusera celle de Que mon cœur lâche.

### La poupée qui fait non (Live)

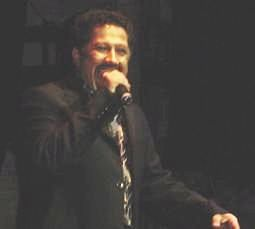
Khaled.

Bien qu'elle ne l'ait interprété en concert qu'à l'Arena de Genève le 10 décembre 1996 et à Bercy deux jours plus tard, Mylène Farmer décide de sortir en guise de premier extrait La poupée qui fait non (Live), une reprise d'un titre de Michel Polnareff qu'elle chante en duo avec Khaled, réarrangée avec des accents raï.
Le single sort le 29 avril 1997, trois semaines avant l'album Live à Bercy, et propose en second titre sur le CD single la version Live de L'autre, une ballade de Mylène Farmer présente sur l'album L'Autre... sorti en 1991.

La poupée qui fait non  atteint la 6e place du Top 50, dans lequel il reste classé durant 8 semaines.

La chanson connaît également un grand succès en Belgique, atteignant la 5e place et restant classée durant 18 semaines, dont 8 dans le Top 10.

### Ainsi soit je (Live)
En guise de second single, Mylène Farmer décide de publier la version Live d'Ainsi soit je..., un titre paru en single en 1988 et dont la version originale figure sur le deuxième album de la chanteuse. Tout comme La poupée qui fait non, ce titre n'a été interprété que lors de la seconde partie du Tour 1996.
Sorti le 20 août 1997, le CD single propose également la version Live de Et tournoie..., un titre présent sur l'album Anamorphosée.
Pour la première fois de sa carrière, la chanteuse ne propose pas de remixes pour accompagner la sortie de l'un de ses singles.

La chanson atteint la 27e place des ventes en France et la 22e place en Wallonie.

## Classements et certifications
Entré à la 2e place du Top Albums français, Live à Bercy restera classé dans le Top 10 des meilleures ventes durant 18 semaines et sera certifié triple disque de platine.

En Belgique, l'album passera également 18 semaines dans le Top 10, dont douze à la 2e place, et recevra un disque d'or, tout comme en Suisse.

Le Live à Bercy détient le record de l'album Live le plus vendu par une chanteuse française, avec près d'un million d'exemplaires écoulés.
La vidéo du spectacle connaît également un large succès : certifiée vidéo de diamant, la VHS dépasse les 150 000 ventes en quelques mois.

En 2000, le concert est réédité en DVD et reçoit à son tour un DVD de diamant. Au total, le film du spectacle a dépassé les 300 000 ventes.
| Classement                       | Meilleure position |
| -------------------------------- | ------------------ |
| Belgique (Wallonie Ultratop)     | 2                  |
| Europe (European Top 100 Albums) | 17                 |
| France (Top Albums SNEP)         | 2                  |
| Québec (Top Albums Québec)       | 27                 |

| Classement annuel (1997)     | Position |
| ---------------------------- | -------- |
| Belgique (Wallonie Ultratop) | 13       |
| Europe (European Top 100)    | 81       |
| France (Top Albums SNEP)     | 11       |

### Certifications
| Pays           | Certification |
| -------------- | ------------- |
| Belgique       | Or            |
| France (Album) | 3 × Platine   |
| France (VHS)   | Diamant       |
| France (DVD)   | Diamant       |
| Suisse         | Or            |

## Crédits
| - Paroles : Mylène Farmer, sauf : - Libertine : Laurent Boutonnat - La poupée qui fait non : Frank Gérald - Musique : Laurent Boutonnat, sauf : - Libertine : Jean-Claude Dequéant - Tomber 7 fois… : Mylène Farmer - La Poupée qui fait non : Michel Polnareff - Conception du spectacle : Mylène Farmer et Laurent Boutonnat - Claviers et direction musicale : Yvan Cassar - Guitares : Jeff Dahlgren et Brian Ray - Basse : Jerry Watts Jr. - Batterie : Abraham Laboriel Junior - Claviers et percussions : Susie Davis - Choristes : Carole Rowley et Esther Dobong'Na Essiene - Arrangements et production : Laurent Boutonnat - Sauf La poupée qui fait non : Yvan Cassar - Prise de son : Thierry Rogen (Studio mobile Le Voyageur II) - Mixage : Bertrand Chatenet au Studio Guillaume Tell, assisté d'Emmanuel Feyrabend - Production exécutive : Paul van Parys pour Toutankhamon S.A. - Consultant : Philppe Rault pour Bastille Production Inc. | - Danseurs : Christophe Danchaud, Jermaine Browne, Augustin Madrid Ocampo Jr., David Matiano, Roberto Martocci, Brian Thomas - Danseuses - choristes : Donna De Lory et Valérie Bony - Chorégraphies : - Mylène Farmer pour Je t'aime mélancolie, Désenchantée et California - Christophe Danchaud pour Libertine, XXL et Alice - Mylène Farmer et Christophe Danchaud pour Sans contrefaçon et Que mon cœur lâche - Jaime Ortega pour Et tournoie... - Production : Tuxedo Tour, en accord avec Thierry Suc - Décor : Xavier Grosbois et Jean-Michel Laurent, pour L&G Design - Création des costumes : Paco Rabanne - Conception des lumières : Fred Péveri - Son salle : Laurent Buisson - Création coiffure et maquillage : Pierre Vinuesa - Images créées par Gédéon - Management : Thierry Suc - Photos : Claude Gassian - Design : Henry Neu pour Com'N.B - Mastering : André Perriat chez Top Master |